# Mia Grijp
Mia Grijp (10 juli 1953) is een Belgische actrice.

## Biografie
Grijp studeerde af aan het Hoger instituut voor dramatische kunst Studio Herman Teirlinck, afdeling Kleinkunst (1973) en speelde vervolgens bij diverse Belgische gezelschappen, waaronder Speelteater, De Zwarte Komedie, Brussels Kamertoneel, Arca, Arena, KNS Antwerpen, Act-Vertikaal, Korrekelder, Antigone en Raamtheater.
In 1995 richt ze de sociaal-artistieke werkplaats Sering op. Enkele jaren later ontwikkelt ze voor Sering het multimedia platform World Carrousel (2003) en faciliteert collectieve creaties met World Carrousel partners in Peru, Zuid-Afrika, VS, Canada, Nederland, Duitsland en Slowakije. 

## Filmografie
Ze speelde in België mee in diverse films en televisieseries:

### Films
- 1980 Hoe Bernard het trompetspelen verleerde
- 1982 All These Desirable Women
- 1983 De vlaschaard
- 1987 Boran - Zeit zum Zielen
- 1991 Surprise Weekend
- 1992 Beck - De gesloten kamer
- 1992 Het contract
- 1992 Coup de foudre
- 1992 Skinny Dreams
- 1996 Dat ben ik
- 1999 Kaas
- 2001 Metafoor
- 2003 Love Machine
- 2012 Koekjes Voor Patrick
- 2022 Donkerster

### Televisieseries
- 1990 Langs de kade
- 1993 Moeder, waarom leven wij?
- 1993 De ware vrienden
- 1994 Niet voor publikatie
- 1995 Thuis
- 1997 Kongo
- 1999 Heterdaad
- 2000 Recht op recht
- 2002-2009 Flikken
- 2005 Witse
- 2007 De kotmadam
- 2009 Aspe
- 2015 De Ridder
- 2015-2016 Familie